# جوني ميلر
جوني ميلر (بالإنجليزية: Johnny Miler)‏ مواليد 10 أغسطس 1910 في آيوا، الولايات المتحدة - الوفاة 17 يونيو 1976 في آيوا سيتي، الولايات المتحدة، كان ملاكم محترف أمريكي صنّف ضمن فئة الوزن الثقيل. سبق أن شارك في دورة الألعاب الأولمبية الصيفية سنة 1932.

## إحصائيات
خاض خلال مسيرته 31 نزالا، فاز في 12 وتعادل في 3 وخسر في 12. فاز بالضربة القاضية في 7 نزالات.

## روابط خارجية
- جوني ميلر على موقع بوكس ريك (الإنجليزية) (registration required)
- جوني ميلر على موقع أوليمبيديا (الإنجليزية)